# 132 (szám)
A 132 (százharminckettő) a 131 és 133 között található természetes szám. Téglalapszám (11 · 12).

## Típusjelzésekben
- Fiat 132 (személygépkocsi)